# Louise Ford
Louise Ford (sinh năm 1984) là nữ diễn viên hài người Anh đảm nhận vai chính trong các bộ phim hài truyền hình như Crashing (2016) và The Windsors (2016 – nay; cô đóng vai một phiên bản hư cấu của Công tước phu nhân xứ Cambridge). Cô cũng xuất hiện trong Horrible Histories (từ 2015). Cô đã biểu diễn tại Edinburgh Festival Fringe với Yasmine Akram và Cariad Lloyd.

## Đời tư
Năm 2013, cô bỏ bạn trai hai năm James Acaster để lấy diễn viên hài Rowan Atkinson. Ford và Atkinson gặp nhau khi biểu diễn cùng nhau trong vở kịch Quartermaine's terms của West  End. Năm 2017, Atkinson và Ford đã có với nhau một cô con gái tên là Isla.